# Майкл, Сэм
Самуэль Дэвид «Сэм» Майкл (англ. Samuel David "Sam" Michael) — бывший спортивный директор британской команды Формулы-1 McLaren. В прошлом занимал пост технического директора команды Williams.

## Биография
Родился 29 апреля 1971 года в Западной Австралии, детство провел в Канберре. После окончания Университета Южного Уэльса стал работать в одной из команд австралийской гоночной серии Формула-Holden.
В Формулу-1 Сэм Майкл попал в 1993 году. Местом его работы стала доживающая свои последние дни команда Lotus. После её банкротства перешёл в команду Jordan, в отдел исследований и разработки. В 1997 году Майкл начал работать в тестовом отделе, а в 1998 году стал гоночным инженером Ральфа Шумахера. В 1999 году место ушедшего в команду Williams Шумахера занял Хайнц-Харальд Френтцен, Сэм Майкл стал его гоночным инженером. Этот сезон был самым успешным для команды Jordan — Френтцен выиграл в 1999 году 2 Гран-при.
В 2001 году Сэм Майкл был приглашен в команду Williams, где он стал отвечать за работу инженеров в гонках и на тестах. В 2004 году стал техническим директором команды, сменив на этой должности Патрика Хэда, одного из основателей команды.
В 2012 году Сэм Майкл был приглашен в команду McLaren, где занимал должность спортивного директора до конца сезона 2014 года.
22 октября 2014 года было объявлено, что в конце года Сэм Майкл покинет команду McLaren.